# Vaux-Warnimont
Vaux-Warnimont is een plaats in de gemeente Cosnes-et-Romain in het Franse departement Meurthe-et-Moselle.

De school van Vaux-Warnimont